# Thézac (Lot y Garona)
 Thézac  es una población y comuna francesa, en la región de Aquitania, departamento de Lot y Garona, en el distrito de Villeneuve-sur-Lot y cantón de Tournon-d'Agenais.

## Demografía
| 180 | 157 | 142 | 159 | 138 | 162 |
| Para los censos de 1962 a 1999 la población legal corresponde a la población sin duplicidades (Fuente: INSEE [Consultar]) |     |     |     |     |     |